# Будинок архітектора (Дніпро)
48°27′45″ пн. ш. 35°2′48″ сх. д. / 48.46250° пн. ш. 35.04667° сх. д.
Будинок архітектора — культурно-просвітній заклад Дніпропетровської обласної організації Національної спілки архітекторів України, центр культури, науки та мистецтва у Дніпрі.

## Історія
На місці, де зараз розташований Будинок архітектора, з 1877 року був Нижньо-Троїцький ринок. У кварталі навколо Свято-Троїцького собору було зведено сім торгових рядів. До наших днів зберігся лише Другий мануфактурний ряд, що був збудований з цегли на початку XX століття. На місці ж сучасного Будинку Архітектора розташовувався Перший мануфактурний ряд. У збудованих тут одноповерхових будинках розташовувалося по вісім крамниць, де продавали тканини, килими, текстиль.

## Сучасність
Будинок архітектора в місті Дніпро — частина сучасного маловиразного ансамблю вулиці Михайла Грушевського (колишня Карла Лібкнехта). У наш час на базі Будинку архітектора проводиться безліч художніх та інших тематичних виставок, урочистостей. Тут часті різноманітні концерти та презентації, як місцевого та всеукраїнського рівня, так і міжнародного. У будівлі Будинку Архітектора знаходиться один з найцікавіших театрів Дніпра — Театр одного актора «Крик».